# The Exorcist: Believer
The Exorcist: Believer is een Amerikaanse horrorfilm uit 2023, geregisseerd door David Gordon Green en het zesde deel in de Exorcist-franchise. Desondanks plande de regisseur de film als een direct vervolg op de eerste Exorcist-film uit 1973. Ondanks een hoge opbrengst van 136 miljoen dollar kreeg de film negatieve recensies. Een vervolg, getiteld The Exorcist: Deceiver, is gepland voor 2025.

## Rolverdeling
| Acteur            | Personage          |
| ----------------- | ------------------ |
| Leslie Odom Jr.   | Victor Fielding    |
| Lidya Jewett      | Angela Fielding    |
| Olivia O’Neill    | Katherine West     |
| Jennifer Nettles  | Miranda West       |
| Norbert Leo Butz  | Tony West          |
| Raphael Sbarge    | Pastoor Don Revans |
| Okwui Okpokwasili | Dr. Beehibe        |
| Danny McCarthy    | Stuart             |
| E. J. Bonilla     | Father Maddox      |
| Linda Blair       | Regan MacNeil      |
| Ann Dowd          | Ann                |
| Ellen Burstyn     | Chris MacNeil      |
| Tracey Graves     | Sorenne Fielding   |
| Celeste Oliva     | Detective Konik    |
| Lize Johnston     | Lamashtu           |

## Verhaal
Wanneer twee meisjes in het bos verdwijnen en drie dagen later terugkeren zonder enige herinnering aan wat er met hen is gebeurd, zoekt de vader van een van de meisjes Chris MacNeil op, die voor altijd is veranderd door wat er vijftig jaar geleden met haar dochter is gebeurd.